# Natalia Simoncini
Natalia Simoncini (19 de julio), Rafaela), apodada como La Dama del Folk-Rock , es una cantante, intérprete, guitarrista, productora y compositora argentina, conocida por su folclore de fusión, proyección y exploración (rock, pop, canción de protesta, jazz, lírico y world reference).
Sus canciones tienen una fuerte conexión con temáticas de los derechos humanos. Activista por los DDHH de las mujeres ha brindado conciertos, talleres y clínicas en diversos organismos de DDHH, universidades y escuelas de Latinoamércia y Europa.

## Biografía
Nació en Rafaela (provincia de Santa Fe), desde muy joven se formó en canto y guitarra. Es licenciada en música (canto). En Buenos Aires estudió guitarra con la cantante y compositora mendocina Carmen Guzmán; así mismo se perfeccionó con la cantante lírica argentina Susana Naidich.
En sus inicios participó del certamen Pre-Cosquín donde recibió, en 1993, el premio como Mejor Solista Vocal Femenina de Folclore y obtuvo la mención Revelación del Festival. En 1995, ganó por segunda vez el Pre-Cosquín como Mejor Solista Vocal Femenina de Folclore, presentándose en el escenario mayor Atahualpa Yupanqui donde obtuvo el premio Identidad Nacional a la Calidad Interpretativa de Música de Raíz Originaria.
Entre los años 2003 y 2008 fue parte del dúo Electroautóctonas con el que interpretó la Misa Criolla junto al grupo vocal Los Fronterizos. Con este dúo, el cual fusionaba música folklórica con música electrónica, registró tres discos: Reflejos del Alma (2003), Para el Regreso (2005-nominado a Premios Gardel) y Mujeres de Barro (2007). Con esta misma agrupación dio Conciertos en el icónico escenario del Teatro café-concert La Trastienda junto a La negra Chagra y Sara Mamani. Durante estos años fue también vocalista y guitarrista del Octeto de Tango Carla Pugliese (nieta de Osvaldo Pugliese) con quienes obtuvo, en 2006, el máximo galardón de la música argentina: el Premio Gardel en la categoría tango-revelación con el disco Ojos Verdes Cerrados.
Entre los años 2007 y 2012 trabajó como entrenador vocal en los reality show de la tv argentina Coronados de Gloria y La Voz.[cita requerida]
En 2008 fue convocada para ser la voz cantante en la obra teatral La violación de Lucrecia en el Primer Festival Shakespeare por medio de la actriz y dramaturga argentina Mónica Maffía, obra que se sigue presentando en el mundo y recientemente lo hizo en México (2019).[cita requerida]
En 2010 firmó contrato con la compañía discográfica EMI-Odeón y lanzó su primer material solista Punto de Partida donde versiona canciones de raíz folklórica con un sonido potente de rock, de la mano del reconocido guitarrista argentino Claudio "Tano" Marciello (Almafuerte), exponiendo su tesitura vocal la cual llega a abarcar una extensión de tres octavas. En este mismo disco realiza un homenaje a Madres y Abuelas de Plaza de Mayo. Este primer álbum solista le valió el apodo de "Dama del Folk-Rock" y con el mismo fue gestando un espacio dentro del ambiente folklórico.[cita requerida]
A través del Instituto Indigenista CELALI (Gobierno del Estado de Chiapas, México), cooperó desde los años 2011 al 2018 impartiendo Conciertos y talleres en distintas localidades del estado de Chiapas junto a las comunidades tojolabal, tsotsil y tseltal;[cita requerida] siendo además invitada por la cantante tojolabal y diputada mexicana María Roselia Jiménez Pérez para participar en eventos y encuentros en el marco del Día Internacional de los derechos de la Mujer y Día Internacional de los Pueblos Indígenas.[cita requerida]
Entre los años 2011 a 2018 fue vocalista del reconocido charanguista argentino Jaime Torres, con quien se presentó en escenarios nacionales e internacionales.
En el año 2012 se presentó en el 52° Festival de Cosquín junto a los destacados artistas argentinos Orlando Vera Cruz y Soledad Pastorutti. [1]
Entre los años 2015 a 2017 conformó el dúo de música popular argentina Cantoras Dúo, junto a la cantora y Doctora en Psicología Mariana Pedrocco. Con este dúo registraron el disco De la Raíz a la Flor en el cual cooperaron artistas de la talla de Víctor Heredia.
A lo largo de su carrera ha compartido escenario con artistas de la música y el teatro como Marián Farías Gómez, Nicolás Colacho Brizuela (guitarrista de Mercedes Sosa), Rafael Amor, Irupé Tarragó Ros, Perla Aguirre, la prestigiosa pianista Lilián Saba, Gustavo Popi Spatocco (pianista de Mercedes Sosa), Duende Garnica, Bruno Arias, La Bruja Salguero, Liliana Herrero, Teresa Parodi, Daniel Maza Correa, Claudio Tano Marciello, Luis Luque, Carolina Peleritti, María de los Ángeles Chiqui Ledesma, Jaime Torres, entre otros.[cita requerida] Así mismo, se ha presentado en prestigiosos escenarios de Argentina, Chile, Bolivia, Colombia, México, Estados Unidos y España.[cita requerida]
Desde el año 2019 forma parte de la campaña nacional de la Red Nacional de Refugios de México[cita requerida] en donde, y mediante intervenciones artísticas con herramientas de la musicoterapia, coopera impartiendo talleres para la visivilización, empoderamiento y fortalecimiento de mujeres y sus hijos e hijas sobrevivientes de violencias machistas.
Actualmente se encuentra en proceso de registrar sus dos próximos materiales solistas Luna de Sal y Hoy Abrí la Puerta.[cita requerida]

## Discografía

### Solo
- Punto de Partida (2010)

### Duetos
Cantoras Dúo
- De la Raíz a la Flor (2016)

Electroautóctonas
- Mujeres de Barro (2007)
- Para el Regreso (2005)
- Reflejos del Alma (2003)

### Colaboraciones
- A Nuestra Gente - Jaime Torres (2011)
- Grito - Hugo Cuervo Pajón y Los Brujos (2009)
- Eléctrica y Porteña - Carla Pugliese (2006)
- Pequeños Testigos - La negra Chagra (2006)
- Ojos Verdes Cerrados - Carla Pugliese (2004)
- Arco Iris ¿dónde está el color? - Nacho Paz (2004)
- Florencia - Irupé Tarragó Ros (2003)
- Blanco - Rubén Juárez (2002)